# The Orange Box
The Orange Box, creado por Valve, es un paquete de videojuegos que contiene Half-Life 2, Half-Life 2: Episode One, Half-Life 2: Episode Two, Portal y Team Fortress 2. Fue lanzado para PC, Xbox 360 y PlayStation 3.
La versión en Steam incluye tres juegos extra: Half-Life 2: Deathmatch, Half-Life 2: Lost Coast y Peggle Extreme.

## Juegos incluidos

### Half-Life 2
Half-Life 2 es la continuación del videojuego Half-Life. Aunque sigue siendo similar al original, Half-Life 2 introduce nuevos conceptos para la serie, como rompecabezas basados en la física y secciones de vehículos. El juego toma lugar en la ficticia Ciudad 17 y las áreas circundantes, mientras el jugador asume el papel del científico Gordon Freeman. Freeman se ve inmerso en un entorno distópico en el que las secuelas de los acontecimientos de Half-Life han influido plenamente en la sociedad humana, y se ve obligado a luchar contra las probabilidades cada vez más desfavorables para poder sobrevivir. En su lucha, se le unen varios conocidos, entre ellos antiguos colegas de Black Mesa, ciudadanos oprimidos de City 17 y Vortigaunts, todos los cuales más tarde demuestran ser valiosos aliados. Half-Life 2 recibió críticas positivas, incluidos 35 premios al Juego del Año, cuando se lanzó originalmente para Windows en 2004. A partir del 3 de diciembre de 2008, se vendieron más de 6,5 millones de copias de Half-Life 2.

### Half-Life 2: Episode One
En la primera expansión oficial de la segunda parte de Half-Life, la trama del juego es una carrera contra el tiempo debido a la explosión masiva de una  ciudadela. La página principal mejora con el desarrollo de los personajes no jugadores aliados, en este caso, el de Alyx Vance.

### Half-Life 2: Episode Two
Segunda expansión de Half-Life 2, la historia continúa al finalizar la  primera parte de la expansión de Half-Life 2. En el juego se muestran grandes mejoras, la principal: la de librar grandes batallas en entornos abiertos y de gran tamaño.

### Portal
En este juego deberemos resolver una serie de rompecabezas mediante el uso de portales de teletransportación gracias al Dispositivo Portátil de Portales de Aperture Science, lo que nos permitirá crear "puertas" para pasar de un lugar hacia otro para así completar las 19 misiones que nos piden cumplir. Cabe de recordar además que la empresa en la que nos encontramos, Aperture Science, es rival de la empresa científica del mundo de Half Life, Black Mesa.
Ejemplo: si se dispara un portal hacia la pared izquierda y otro a la derecha, entraremos por la izquierda y saldremos por la derecha, y viceversa.

### Team Fortress 2
Secuela de Team Fortress Classic, con un nuevo diseño gráfico y dosis de humor.

## Desarrollo

### The Black Box
Valve tenía pensado lanzar esta versión bajo el título The Black Box, esta versión contendría únicamente el Episode Two, Portal y Team Fortress 2. Aunque The Black Box fue cancelado, todavía puede verse disponible en Steam exclusivamente para usuarios de ATI, los cuales tenían un cupón para The Black Box.
Durante el desarrollo, se publicaron dos lotes de juegos con distintas combinaciones de títulos, lo que llevó a Valve a tomar una nueva dirección. Gabe Newell, cofundador de Valve, dijo: «The Black Box y The Orange Box representan el futuro de los lanzamientos de productos multiplataforma». Tras cancelar The Black Box, Valve publicó todo el contenido de forma individual para su adquisición en Steam.
The Black Box se puso a la venta a 10 € menos que The Orange Box. Para compensar la cancelación de The Black Box, Valve ofreció suscripciones de regalo a Steam para los que habían comprado anteriormente Half-Life 2 o Half-Life 2: Episode One y luego compraron The Orange Box pudiendo recibir una copia adicional de estos juegos para ofrecerla a sus amigos en Steam. De todos modos, la cancelación de The Black Box trajo consigo quejas de los críticos y consumidores, que estaban descontentos por tener que pagar por juegos que ya tenían. También hubo disputas entre los usuarios que habían comprado una tarjeta gráfica ATI Radeon HD 2900 XT, la cual trae una promoción con The Black Box, pero Valve se justificó ratificando que ellos dijeron que se canceló la edición de The Black Box. Valve nunca expresó públicamente el por qué de esta decisión, pero los especialistas especulan que pueda tratarse por un aumento del beneficio en las ventas de productos físicos, con el afán de evitar que los clientes pudieran confundir la disponibilidad de las colecciones entre plataformas.

## Polémica acerca del idioma
The Orange Box, en sus versiones para PlayStation 3 y Xbox 360 no incluye doblaje ni traducción al español, la cual se encuentra en la versión para PC. Ante las críticas Valve prometió un parche con la traducción, pero hasta ahora no hay indicios de que la incluyan en ninguna de las dos versiones. Sin embargo con RGH en Xbox 360 unos usuarios de una página de juegos han transportado la traducción de PC al juego y ahora se puede jugar completamente en español con RGH.